# Tom Moore (militaire)
Pour les articles homonymes, voir Tom Moore, Thomas Moore et Moore.
Ne doit pas être confondu avec l'acteur et réalisateur Tom Moore.
Sir Thomas Moore, couramment appelé Tom Moore ou Captain Tom, né le 30 avril 1920 à Keighley et mort le 2 février 2021 à Bedford, est un officier et philanthrope britannique.
Moore sert en Inde et dans la campagne de Birmanie pendant la Seconde Guerre mondiale dans la British Army. Il devient plus tard instructeur de guerre blindée. Après la guerre, il travaille comme directeur général d'une entreprise de béton. Il participe également à des courses de motos. 
Le 6 avril 2020, à l’âge de 99 ans, il commence une marche au profit de l'association NHS Charities Together, soutenant le personnel de la NHS, lors de la pandémie de Covid-19. Son but est de réaliser cent traversées de son jardin, long de 25 mètres, à l'aide de son déambulateur, avant son centième anniversaire, dans le but de collecter 1 000 £. Le bouche à oreille croissant puis l’importante couverture médiatique font connaître son action, y compris à l'étranger,,. Le 30 avril 2020, le jour de ses 100 ans, sa collecte de fonds atteint les 30 millions de livres et un montant supplémentaire de 3,7 millions de livres en Gift Aid à la date du 17 avril,,. Cette action lui vaut d'être anobli par la reine Élisabeth II.
Le 2 février 2021, quelques jours après avoir contracté la Covid-19, Tom Moore meurt à l'hôpital de Bedford à l'âge de 100 ans.

## Biographie

### Jeunesse
Thomas Moore naît le 30 avril 1920 à Keighley, dans l'ancien West Riding of Yorkshire. Il grandit dans cette même ville,,. Il fait ses études à la Keighley Grammar School et suit une formation en génie civil.

### Carrière militaire
Moore s’enrôle dans le 8th Battalion du Duke of Wellington's Regiment (en) au début de la Seconde Guerre mondiale, stationné en Cornouailles. Il est sélectionné pour la formation d’officier en 1940 et intègre une unité de formation des élèves-officiers avant d’être nommé sous-lieutenant le 28 juin 1941. 
Moore devient membre du Royal Armoured Corps le 22 octobre 1941 lorsque son bataillon, le 8th DWR, est devenu une unité blindée, désignée sous le nom de 145th Regiment Royal Armoured Corps. Il est ensuite transféré au 9th DWR en Inde, qui a également été rebaptisé 146th Regiment Royal Armoured Corps. Il est d’abord affecté à Bombay puis à Calcutta. Son bataillon est équipé de chars M3 Lee et participe à la bataille de l'île Ramree. Il est promu lieutenant de guerre le 1eroctobre 1942 et capitaine temporaire le 11 octobre 1944. 
Il sert dans la campagne d’Arakan, dans l'État d’Arakan, dans l'Ouest de la Birmanie puis à Sumatra après la capitulation des Japonais,, date à laquelle il atteint le grade de capitaine. À son retour en Grande-Bretagne, il est instructeur à l'école des véhicules de combat blindés de Bovington, dans le Dorset. 
Le 30 avril 2020, le jour de son centième anniversaire, Moore est promu par le général Mark Carleton-Smith, chef de l'Armée de terre britannique, au rang de colonel honoraire.

### Retour à la vie civile
Après avoir quitté l’armée, il travaille comme directeur général d’une entreprise de fabrication de béton. 
Pendant 64 ans, il organise la réunion annuelle du Duke of Wellington's Regiment. 
Moore court sur motos en compétition, portant le numéro 23. Il pilote une moto The Scott Motorcycle Company (en) et remporte plusieurs trophées.

### Mort
Quelques semaines avant sa mort, Tom Moore développe une pneumonie. En raison des médicaments qui lui ont été administrés, il ne peut pas recevoir une dose de vaccin contre la Covid-19, malgré la campagne de vaccination en cours au Royaume-Uni. Le 22 janvier 2021, il est testé positif à la Covid-19,. Il est hospitalisé le 31 janvier et meurt le 2 février à l'hôpital de Bedford, à l'âge de 100 ans.

## Activités caritatives

### La marche pour son centième anniversaire
Le 6 avril 2020, Tom Moore lance une collecte de fonds pour aider le NHS pendant la pandémie de COVID-19. Son but est de réaliser cent traversées de son jardin, long de 25 mètres, à raison de dix par jour, à l’aide d’un déambulateur, lors d’une action nommée « Tom's 100th Birthday Walk For The NHS » (« La marche pour le NHS du centième anniversaire de Tom »),. L’objectif initial de 1 000 £ ayant été atteint le 10 avril, l’objectif est augmenté, d’abord à 5 000 £, puis à 500 000 £ à mesure que le nombre de donateurs augmente. Les montants collectés augmentent de façon exponentielle lorsque les médias britanniques évoquent son action. 
Le 17 avril 2020, en début de soirée, le montant collecté dépasse les 20 millions de livres,, ce qui représente le montant le plus élevé jamais levé par une campagne sur le site internet JustGiving (en),. 
Les fonds collectés par Moore sont dépensés pour des paquets de bien-être pour le personnel du NHS facilitant leur récupération dans les salles de repos, des appareils permettant aux patients hospitalisés de rester en contact avec les membres de leur famille, ainsi que des groupes communautaires qui soutiennent les patients une fois sortis des hôpitaux. 
Tom Moore atteint son objectif initial de cent tours le matin du 16 avril 2020, en présence d’une garde d'honneur du 1er bataillon du Yorkshire Regiment (en) dans lequel le DWR a été fusionné en 2006. Moore annonce qu’il ne s’arrêtera pas et compte réaliser une seconde centaine de tours.
Plus tard dans la journée, un porte-parole du gouvernement britannique déclare que le Premier ministre Boris Johnson chercherait certainement une façon de reconnaître cet « effort héroïque ».
En remerciement, pour son centième anniversaire, deux avions de chasse de la Royal Air Force de la Seconde Guerre mondiale, un Spitfire et un Hurricane, réalisent un défilé en son honneur et en direct sur la BBC.
Pour saluer son action, le 19 mai 2020, Boris Johnson propose la nomination au titre de chevalier de Tom Moore, nomination qui est acceptée par la reine Élisabeth II le 20 mai et officialisée sept jours plus tard. La cérémonie d'anoblissement par la reine a lieu le 17 juillet 2020, dans la cour du château de Windsor (pour des raisons de distanciation sociale). Cette cérémonie spéciale — c'est la première fois qu'une cérémonie d'anoblissement par la reine est organisée pour une seule personne — constitue la première apparition officielle de la reine depuis le confinement.

### You'll Never Walk Alone
Pour célébrer la centième traversée de Moore, le chanteur Michael Ball chante pour lui le célèbre hymne You'll Never Walk Alone durant l'émission de radio BBC Breakfast. Moins de 24 heures plus tard, la performance est transformée en un single digital avec la participation du chœur du NHS, Voices of Care, ainsi que du capitaine Moore qui lit le texte de l'hymne. Publié par Decca Records le 17 avril 2020, le single, dont tous les bénéfices seront reversés au NHS, grimpe directement à la première place du classement britannique The Official Big Top 40 (en) : le disque se vend à près de 36 000 exemplaires au cours des 48 heures suivant sa publication. Le 24 avril, le single atteint la première place du classement officiel hebdomadaire UK Singles Chart, faisant de Moore la personne la plus âgée à atteindre cette position, et lui assurant la première place pour son centième anniversaire le 30 avril. La probabilité que Moore atteigne la première place est grandement augmentée lorsque son principal concurrent, le numéro 1 de l'époque, The Weeknd, utilise Twitter pour demander aux gens de soutenir Moore et d'en faire le numéro 1 pour son centième anniversaire,.

## Vie privée
Tom Moore a deux filles avec sa femme Pamela qu'il épouse en 1968. Pamela est décédée vers 2006. Il vit avec l’une de ses filles, Hannah, son mari et ses deux petits-enfants, à Marston Moretaine, dans le Bedfordshire, depuis 2008. Il a également deux autres petits-enfants. Dans les années précédant sa collecte de fonds, il reçoit un traitement du NHS pour un cancer de la peau et, en 2018, il est hospitalisé pour une fracture de la hanche,. Cela l'incite à soutenir leur effort durant la pandémie de Covid-19 pour les en remercier.

## Mémorial
En 2022, son mémorial est vandalisé par une militante écologiste qui jette des excréments dessus. Elle entend de cette manière manifester contre les vols en jets privés et leur impact sur le réchauffement climatique. Son action a été très mal accueillie, notamment sur les réseaux sociaux. La militante est arrêtée par les forces de l’ordre. Elle avait déjà été arrêtée en 2021 lors d’une manifestation avec Extinction Rebellion.

## Décorations
- Knight Bachelor[44]
- Yorkshire Regiment Medal[45]
- Burma Star
- 1939-45 Star
- War Medal 1939-1945
- Defence Medal 1939-45